# Боконбаев, Джоомарт
Джоомарт Боконбаев (16 мая 1910, Мазар-Сай, Ферганская область — 1 июля 1944, Чон-Сары-Ой, Джалал-Абадской области, Киргизская ССР) — киргизский поэт и драматург советского периода, член Союза писателей СССР (с 1934 года).

## Биография
Джоомарт Боконбаев родился в 1910 году в селе Мазар-Сай Ферганской области (ныне Токтогульский район Джалал-Абадской области) в семье крестьянина-бедняка Боконбая Токоева и Алтынай. Семья была многодетной — у Джоомарта также были и сёстры, в том числе Зияда. Мать поэта была рукодельницей, хранила в памяти народные пословицы, поговорки, сказки и кошоки (плачи-причитания). В пять лет Джоомарт осиротел: отца убили при неизвестных обстоятельствах, а мать насильно сделали женой местного бая, на которого Джоомарт и Зияда стали работать; жизнь в семье бая сопровождалась издевательствами со стороны двух других жён главы семейства, который, в свою очередь, заставлял детей работать до изнеможения.
В мае 1924 года Боконбаев вступил в Коммунистический комсомол молодёжи, и, несмотря на уговоры матери, уехал в Джалал-Абад на учёбу, где районный комитет комсомола поселил его в Кок-Артский детдом. Спустя два года руководство детдома дало Джоомарту направление в Ошский педагогический техникум; в это же время он начал публиковаться. В 1928 году его направили доучиться в педагогический техникум во Фрунзе. Кубанычбек Маликов, однокурсник поэта в столичном педтехникуме, вспоминал, что в ту пору поэт показался ему темпераментным, «чрезвычайно впечатлительным», быстро возбудимым и вспыльчивым человеком. Маликов также отметил, что поэта отличала непосредственность, прямолинейность и отзывчивость, он мог резко затихать и становиться задумчивым. В ходе учёбы Боконбаев изучал работы русских классиков литературы (М. В. Ломоносова, А. С. Пушкина, М. Ю. Лермонтова, В. Г. Белинского, Н. Г. Чернышевского, Л. Н. Тостого, А. П. Чехова и А. М. Горького) на татарском и казахском языках (на тот момент киргизского варианта произведений ещё не было). Как Джоомарт Боконбаев написал в своих мемуарах, он особенно начал увлекаться творчеством Максима Горького: поэт отмечал, что испытывал «волнение» во время чтения таких его произведений, как «Мать», «Мои университеты», «Песня о Соколе» и «Песня о Буревестнике». Во время учёбы Боконбаев начал публиковать свои первые работы в рукописном журнале «Птенец» и стенгазете «Темене канат» при техникуме.
В 1929 году принял участие в Первом Всесоюзном слёте пионеров в Москве. Учёбу совмещал с участием в литературном кружке «Красная искра» (кирг. «Кызыл учкун»). Учась на выпускном курсе в 1930 году, Боконбаев стал заведующим отделом редакции газеты «Кызыл Кыргызстан», а спустя год стал редактором газеты «Ленинчил жаш». Работа в редакциях газет, командировки по аилам и районам позволили поэту увидеть жизнь республики — он принимал участие в создании колхозов, школ и ликбезов, выступал против родовой вражды и продажи девушек за калым.
В 1932 году вступил в ВКП(б). С 1933 по 1935 год Боконбаев учился в Коммунистическом институте журналистики, после окончания которого был сначала редактором газеты «Ленинская молодёжь» (кирг. «Ленинчил жаш»), а затем — редактором литературно-художественного и общественно-политического журнала «Советтик Кыргызстан». 
С началом Великой Отечественной войны Боконбаев окончил военно-политическое училище, и с декабря 1941 года вступил в ряды Советской Армии, став редактором газеты 107 кавалерийской дивизии «За Родину, вперёд!», спустя два года был определён в делегацию трудящихся Киргизской ССР на украинский фронт.
В 1944 году во время служебной командировки Джоомарт Боконбаев погиб в автомобильной катастрофе в районе села Чон-Сары-Ой. Похоронен на Ала-Арчинском кладбище.

## Семья
Жена —   Тенти Адышева  (в девичестве Джунушбаева, Адышева по второму супругу (с 1954) — Мусе Мирзапаязовичу Адышеву). Трое детей, старший Кулубек (р. 1940 г.) — бывший министр экологии Кыргызстана, доктор геолого-минералогических наук , дочь — Сырга (р. 1941 г.) — доктор медицинских наук, сын Зайнидин (1943-2003) — начальник досмотровой службы на воздушном транспорте в аэропорту "МАНАС".

## Творчество
Джоомарт Боконбаев начал публиковаться во время учёбы во фрунзенском техникуме, комсомольская организация которого организовала стенгазету и рукописный журнал «Птенец». Почти в каждом номере можно было обнаружить стих или заметку Боконбаева. Принимал участие в борьбе с бай-манапской идеологией, написав стихотворения «Моя песня», «Моя кровь», «Наше перо», «Кто какие песни поёт», «Наш план», «Новый Алай», и участвуя в публичных выступлениях. По воспоминаниям К. Маликова, А. Осмонова, А. Токомбаева и других, его речи обладали «яркостью» и «пламенной принципиальностью». В раннем творчестве Боконбаева исследователи отмечали его стремление обличить классовые отношения до Октябрьской революции, что также можно увидеть в его сатире «Три ворона».
В раннем творчестве Боконбаева занимает особое место тема прав женщин. В стихотворениях «Приди к свету», «Письмо сестре» и «Слёзы от камчи», он осуждал тиранство по отношению к женщинам. В песне «Слёзы от камчи» он изобразил жизнь киргизской женщины в семье, где глава семейства мог избить или унизить свою супругу. Творчество В. Маяковского и М. Горького, как заметили исследователи его творчества, помогли Джоомарту «глубже увидеть не только прошлое, но и настоящее», улучшили качество произведений, так как он стал делать акцент на создание более крупных произведений, отходить от силлабических форм киргизских стихов.
В 1927 году в Ошской кантонной газете появилось стихотворение Джоомарта «Беднякам получившим землю». Оно посвящено одному из событий в жизни киргизского народа — земельно-водной реформе на юге Киргизии. В 1933 году вышел первый сборник стихотворений Джоомарта «Начало труда», первый из литераторов республики ввёл образы рабочих, шахтёров, писал о промышленных стройках Киргизии. В стихотворениях этого и последующих сборников поэт рассказывал о дальнейшей судьбе киргизского дехканства, о жизни и труде рабочего класса республики. Также Боконбаев одним из первых киргизских поэтов ввёл в киргизскую литературу образы рабочих, энтузиастов промышленных строек республики. В конце тридцатых годов поэт опубликовал поэму «Девичьи крылья», где изображена дочь чабана из колхоза Сырга, которая в будущем получает высшее образование и одновременно специальность лётчицы. Это произведение, а также другие поэмы «Мариям», «Случай в ущелье», были раскритикованы за «прямолинейность композиции» и «бесконфликтность» сюжета.
Большое место в творчестве Джоомарта Боконбаева занимала философская лирика. В таких стихотворениях, как «Размышление», «Слова старика», «Не жалей о прошлом», «Жизнь» и других, ярко проявлялся оптимизм поэта, утверждение им действенного отношения советского человека к действительности. По мнению исследователей, Боконбаев разработал новый для киргизской литературы жанр — пейзажная лирика, написав стихотворения «Киргизское Ала-Тоо», «Алай», «Летний вечер», «В летний день» и другие. Писатель Лев Пасынков в предисловии к сборнику поэта «Комуз» (1947) отметил его успехи в изображении природы:
Увлечённый природой, он уверенно смешивал образные понятия, связанные с разными явлениями природы... Джоомарт умел лаконично живописать суровые, безрадостные картины скупой, неотзывчивой природы, молчание полупустыни, лишайник, пески, где ютятся черепахи.
В 1930—1940 годы Боконбаев создавал также ряд заметных эпических и драматических произведений: поэму «Крылья девушки», музыкальные драмы «Золотая девушка», «Каргаша», пьесу «Семетей». Поэтом было написано либретто оперы «Токтогул». В 1938 году в соавторстве с Д. Турусбековым и К. Маликовым им было создано либретто оперы «Айчурек» по мотивам эпоса «Манас», на которое композиторы В. А. Власов, А. М. Малдыбаев и В. Г. Фере написали музыку. В 1939 году во время первой декады киргизского искусства и литературы «Золотая девушка» и «Айчурек» были показаны московскому зрителю. Боконбаев также писал такие патриотические произведения, как поэмы «Смерть и честь», «Силы храбреца крепче крепостных стен», «Батмажан» и другие.
За семнадцать лет творческой деятельности Боконбаева было написано около двадцати книг стихотворений, поэм, драм, ряд которых переведён на русский язык. В 1942 году вышла книга избранных стихотворений поэта «Песни этих дней», в 1947 году — сборник «Комуз», а в 1955 — «Избранные стихотворения». Многие стихотворения поэта прочно вошли в хрестоматии по родной литературе. Джоомарту Боконбаеву принадлежат переводы на киргизский язык ряда произведений Александра Пушкина, Михаила Лермонтова, Николая Некрасова, Владимира Маяковского. Как вспоминал его близкий друг Лев Пасынков, Боконбаев переводил под «напев»: сначала еле слышно что-то пел, отбивая карандашом, как «дирижёрской палочкой», ритмы.

## Память
- В Бишкеке в Первомайском районе на бульваре Эркиндик установлен памятник Джоомарту Боконбаеву, скульптором которого являлась Народный художник Киргизской ССР Ольга Мануйлова[28]. Именем поэта названы одна из улиц столицы Кыргызстана[29], райцентр Тонского района Иссык-Кульской области, село Боконбаево, совхоз в Токтогульском районе, педучилище в городе Ош, многие школы[30] и библиотеки, улицы сёл и городов республики[31].

## Награды
- За успехи в области художественной литературы Боконбаев был награждён орденом «Знак почёта».

### Отдельные издания
На русском языке
- Боконбаев Д. Золотая девушка : Поэма. — Фрунзе: Киргизгосиздат, 1936. — 40 с.
- Боконбаев Д. Письма этих дней : Стихи / пер. с киргиз. Адалис А. — Фрунзе: Киргизгосиздат, 1942. — 28 с.
- Боконбаев Д. Комуз : Избранные стихи. — М.: Советский писатель, 1947. — 95 с.
- Боконбаев Д. Избранные стихи. — Фрунзе: Киргизгосиздат, 1955. — 68 с.
- Боконбаев Д. Избранное : Стихи и поэмы. — Фрунзе: Киргизгосиздат, 1958. — 319 с.
- Боконбаев Д. Жаворонок и ястреб : Басни. — Фрунзе: Мектеп, 1983. — 28 с.
- Боконбаев Д. Жоомарт, Жусуп : Стихи, поэмы / Джоомарт Боконбаев, Джусуп Турусбеков. — Фрунзе: Адабият, 1990. — 270 с. — ISBN 5-660-00198-X.

На киргизском языке
- Боконбаев Д. Начало труда : Сборник стихов. — Фрунзе: Киргизгосиздат, 1933. — 25 с.
- Боконбаев Д. Белое и чёрное золото : Сборник стихов. — Фрунзе: Киргизгосиздат, 1933. — 60 с.
- Боконбаев Д. Золотая девушка : Поэма. — Фрунзе: Киргизгосиздат, 1935. — 48 с.
- Боконбаев Д. Буревестник : Сборник стихов. — Фрунзе: Киргизгосиздат, 1935. — 60 с.
- Боконбаев Д. Стихи Джоомарта. — Фрунзе—Самарканд: Киргизгосиздат, 1936. — 178 с.
- Боконбаев Д. Золотая девушка : Поэма. — Фрунзе—Казань: Киргизгосиздат, 1938. — 79 с.
- Боконбаев Д. Комуз : Сборник стихов. — Фрунзе—Казань: Киргизгосиздат, 1938. — 142 с.
- Боконбаев Д. Золотая девушка : Музыкальная драма в 5-ти картинах. — Фрунзе: Киргизгосиздат, 1939. — 58 с.
- Боконбаев Д. Токтогул : Муз. драма в 3-х действиях, 6-ти картинах из жизни акына и композитора киргизского народа Токтогула. — Фрунзе—Казань: Киргизгосиздат, 1939. — 52 с.
- Боконбаев Д. Сборник детских стихов. — Фрунзе—Казань: Киргизгосиздат, 1939. — 24 с.
- Боконбаев Д. Жизнь Токтогула. — Фрунзе—Казань: Киргизгосиздат, 1939. — 78 с.
- Боконбаев Д., Маликовым К., Турусбековым Дж. Айчурек : Либретто в 6-ти картинах. — Фрунзе: Киргизгосиздат, 1939.
- Боконбаев Д. Каргаша : Пьеса. — Фрунзе—Казань: Киргизгосиздат, 1939. — 31 с.
- Боконбаев Д. Жизнь. — Фрунзе—Казань: Киргизгосиздат, 1940. — 132 с.
- Боконбаев Д. Песня орла. — Фрунзе—Казань: Киргизгосиздат, 1941. — 65 с.
- Боконбаев Д. Песня сокола. — Фрунзе: Киргизгосиздат, 1942. — 51 с.
- Боконбаев Д. Смерть и честь : Поэма. — Фрунзе: Киргизгосиздат, 1943. — 87 с.
- Боконбаев Д. Родная земля. — Фрунзе: Киргизгосиздат, 1943. — 47 с.
- Боконбаев Д. Наступление : Стихи. — Фрунзе: Киргизгосиздат, 1944. — 30 с.
- Боконбаев Д. Стихи и поэмы : Сборник. — Фрунзе: Киргизгосиздат, 1946. — 354 с.
- Боконбаев Д. Смерть и честь : Поэма. — Фрунзе: Киргизгосиздат, 1958. — 76 с.
- Боконбаев Д. Сила храбреца крепче крепости. — Фрунзе: Киргизучпедгиз, 1959. — 91 с.
- Боконбаев Д. Жизнь : Стихи. — Фрунзе: Киргизучпедгиз, 1960. — 135 с.
- Боконбаев Д. Однотомник произведений. — Фрунзе: Киргизгосиздат, 1960. — 319 с.

### Статьи, рецензии, очерки
На русском языке
- Боконбаев Дж. Проклятие убийцам // Советская Киргизия : газета. — 1938. — 28 марта.
- Боконбаев Дж. Начало творчества (Глава из книги «Токтогул») // Советская Киргизия : газета. — 1940. — 22 октября.
- Боконбаев Дж. Победа (Глава из книги «Токтогул») // Советская Киргизия : газета. — 1940. — 6 ноября.
- Боконбаев Дж. Передовой человек своего времени // Советская Киргизия : газета. — 1940. — 24 ноября.
- Боконбаев Дж. Токтогул // Советская Киргизия : газета. — 1940. — 11 декабря.

На киргизском языке
- Боконбаев Дж. За перестройку литературного дела // Кызыл Кыргызстан : газета. — 1932. — 4 июля.
- Боконбаев Дж. Вредные для литературы и искусства дела // Кызыл Кыргызстан : газета. — 1937. — 21 сентября.
- Боконбаев Дж. Шота Руставели (К 750-летию со дня рождения Шота Руставели) // Кызыл Кыргызстан : газета. — 1937. — 26 декабря.
- Боконбаев Дж. Великий писатель пролетариата (Об А. М. Горьком) // Кызыл Кыргызстан : газета. — 1938. — 28 марта.
- Боконбаев Дж. Песни побед // Советтик Кыргызстан : газета. — 1943. — № 6. — С. 54—56.